# تشارلز باسيت
تشارلز باسيت (بالإنجليزية: Charles Bassett)‏ (و. 1931 – 1966 م) هو ضابط، وطيار اختبار، ورائد فضاء، ومهندس أمريكي، ولد في دايتون، أوهايو، توفي في سانت لويس، ميزوري، عن عمر يناهز 35 عاماً، بسبب صدمة.

## التعليم
تعلم في كلية تدريب الطيارين الاختباريين الأمريكية ‏، وجامعة ولاية أوهايو، وجامعة كاليفورنيا الجنوبية، وجامعة تكساس التقنية، وكلية فيتربي للهندسة ‏.

## الخدمة العسكرية
خدم في القوات الجوية الأمريكية.

## وصلات خارجية
- تشارلز باسيت على موقع IMDb (الإنجليزية)
- تشارلز باسيت في قاعدة بيانات الأفلام على الإنترنت